# Pachycereus gaumeri
Pachycereus gaumeri är en kaktusväxtart som beskrevs av Nathaniel Lord Britton och Joseph Nelson Rose. Pachycereus gaumeri ingår i släktet Pachycereus och familjen kaktusväxter. Inga underarter finns listade i Catalogue of Life.